# Listă de aeroporturi după codul IATA: E
Mai jos este lista de aeroporturi al căror cod IATA începe cu litera E.
Această listă este generată cu date din Wikidata și este actualizată periodic de un robot.
 Editările făcute în listă vor fi șterse la următoarea actualizare!
| Imagine | Cod IATA    | Articol                                           |
| ------- | ----------- | ------------------------------------------------- |
|         | EDE         | Aeroportul Regional Northeastern                  |
|         | EDR         | Aeroportul Edward River                           |
|         | EAS         | Aeroportul San Sebastián                          |
|         | EJN         | Aeroportul Ejin Banner Taolai                     |
|         | ERE         | Aeroportul Erave                                  |
|         | ENT         | Aeroportul Enewetak                               |
|         | ESC         | Aeroportul Delta County                           |
|         | ENV         | Aeroportul Wendover                               |
|         | EGO         | Aeroportul Internațional Belgorod                 |
|         | ERM         | Aeroportul Erechim                                |
|         | ESA         | Aeroportul Esa'ala                                |
|         | EST         | Aeroportul Municipal Estherville                  |
|         | EVE         | Aeroportul Harstad/Narvik                         |
|         | EKS         | Aeroportul Shakhtyorsk                            |
|         | EOS         | Aeroportul Neosho Hugh Robinson                   |
|         | EOI         | Aeroportul Eday                                   |
|         | ELH         | Aeroportul North Eleuthera                        |
|         | ELT         | Aeroportul El Tor                                 |
|         | EGP         | Aeroportul Internațional Maverick County Memorial |
|         | ELE         | Aeroportul El Real                                |
|         | EDI         | Aeroportul Edinburgh                              |
|         | ERH         | Aeroportul Moulay Ali Cherif                      |
|         | EOK         | Aeroportul Municipal Keokuk                       |
|         | ESE         | Aeroportul Ensenada                               |
|         | ESK         | Aeroportul Eskişehir                              |
|         | ESN         | Aeroportul Easton                                 |
|         | EWR         | Aeroportul Internațional Newark Liberty           |
|         | ELG         | Aeroportul El Golea                               |
|         | EPG         | Aeroportul Browns                                 |
|         | ELU         | Aeroportul Guemar                                 |
|         | ENL         | Aeroportul Municipal Centralia                    |
|         | EUC         | Aeroportul Eucla                                  |
|         | ECI         | Aeroportul Costa Esmeralda                        |
|         | ESU         | Aeroportul Mogador                                |
|         | ESG         | Aeroportul Internațional Dr. Luis María Argaña    |
|         | ELC         | Aeroportul Elcho Island                           |
|         | EXT         | Aeroportul Internațional Exeter                   |
|         | ESP         | Aeroportul Stroudsburg-Pocono                     |
|         | EAM         | Aeroportul Intern Najran                          |
|         | EBB         | Aeroportul Internațional Entebbe                  |
|         | EDL         | Aeroportul Internațional Eldoret                  |
|         | EIS         | Aeroportul Internațional Terrance B. Lettsome     |
|         | EKB         | Aeroportul Ekibastuz                              |
|         | EKI         | Aeroportul Municipal Elkhart                      |
|         | EKT         | Aeroportul Eskilstuna                             |
|         | EMD         | Aeroportul Emerald                                |
|         | EMN         | Aeroportul Néma                                   |
|         | EMT         | Aeroportul San Gabriel Valley                     |
|         | ENE         | Aeroportul H. Hasan Aroeboesman                   |
|         | ENF         | Aeroportul Enontekiö                              |
|         | EYK         | Aeroportul Beloyarsk                              |
|         | EBU         | Aeroportul Saint-Étienne – Bouthéon               |
|         | ENU         | Aeroportul Akanu Ibiam                            |
|         | ERC         | Aeroportul Erzincan                               |
|         | EOR         | Aeroportul El Dorado, Venezuela                   |
|         | ESD         | Aeroportul Orcas Island                           |
|         | EFD         | Aeroportul Internațional Ellington                |
|         | EAU         | Aeroportul Regional Chippewa Valley               |
|         | ESL         | Aeroportul Elista                                 |
|         | EBG         | Aeroportul El Bagre                               |
|         | ERG         | Aeroportul Erbogachen                             |
|         | EVG         | Aeroportul Härjedalen Sveg                        |
|         | EGV         | Aeroportul Eagle River Union                      |
|         | ERV         | Aeroportul Municipal Kerrville                    |
|         | EVV         | Aeroportul Regional Evansville                    |
|         | EIK         | Aeroportul Eisk                                   |
|         | EBJ         | Aeroportul Esbjerg                                |
|         | ELY         | Aeroportul Ely                                    |
|         | EWB         | Aeroportul Regional New Bedford                   |
|         | EAR         | Aeroportul Regional Kearney                       |
|         | ECG         | Aeroportul Regional Elizabeth City                |
|         | EMA         | Aeroportul East Midlands                          |
|         | ENI         | Aeroportul El Nido                                |
|         | ENJ         | Aeroportul El Naranjo                             |
|         | ENO         | Aeroportul Teniente Amin Ayub Gonzalez            |
|         | EPL         | Aeroportul Épinal – Mirecourt                     |
|         | EPR         | Aeroportul Esperance                              |
|         | EPU         | Aeroportul Pärnu                                  |
|         | ETM         | Aeroportul Ramon                                  |
|         | EWK         | Aeroportul Newton City/County                     |
|         | EYR         | Aeroportul Municipal Yerington                    |
|         | EYS         | Aeroportul Eliye Springs                          |
|         | ELX         | Aeroportul El Tigre                               |
|         | ELK         | Aeroportul Elk City Regional Business             |
|         | EZS         | Aeroportul Elazığ                                 |
|         | ESB         | Aeroportul Internațional Esenboğa                 |
|         | EMP         | Aeroportul Municipal Emporia                      |
|         | EPA         | Aeroportul El Palomar                             |
|         | EBL         | Aeroportul Internațional Erbil                    |
|         | ETB         | Aeroportul Municipal West Bend                    |
|         | EWO         | Aeroportul Ewo                                    |
|         | EWI         | Aeroportul Enarotali                              |
|         | EDM         | Aeroportul La Roche-sur-Yon - Les Ajoncs          |
|         | EWE         | Aeroportul Ewer                                   |
|         | EFG         | Aeroportul Efogi                                  |
|         | ERI         | Aeroportul Erie                                   |
|         | ELA         | Aeroportul Eagle Lake                             |
|         | ENN         | Aeroportul Municipal Nenana                       |
|         | EQS         | Aeroportul Esquel                                 |
|         | ESH         | Aeroportul Shoreham                               |
|         | ESR         | Aeroportul Ricardo García Posada                  |
|         | EAB         | Aeroportul Abbs                                   |
|         | EAE         | Aeroportul Siwo                                   |
|         | EBD         | Aeroportul El Obeid                               |
|         | EEK         | Aeroportul Eek                                    |
|         | EIH         | Aeroportul Einasleigh                             |
|         | ERR         | Aeroportul Errol                                  |
|         | ETD         | Aeroportul Etadunna                               |
|         | EYW         | Aeroportul Internațional Key West                 |
|         | EMI         | Aeroportul Emirau                                 |
|         | EUG         | Aeroportul Eugene                                 |
|         | EVM         | Aeroportul Municipal Eveleth-Virginia             |
|         | ENH         | Aeroportul Enshi Xujiaping                        |
|         | ERL         | Aeroportul Internațional Erenhot Saiwusu          |
|         | EMM         | Aeroportul Municipal Kemmerer                     |
|         | EJH         | Aeroportul Al Wajh Domestic                       |
|         | ECH         | Aeroportul Echuca                                 |
|         | ESW         | Aeroportul Easton State                           |
|         | ELB         | Aeroportul El Banco                               |
|         | EGH         | Aeroportul El Gora                                |
|         | ERA         | Aeroportul Erigavo                                |
|         | EIN         | Aeroportul Eindhoven                              |
|         | EGS         | Aeroportul Egilsstaðir                            |
|         | EBO         | Aeroportul Ebon                                   |
|         | EHL         | Aeroportul El Bolsón                              |
|         | ERD         | Aeroportul Berdyansk                              |
|         | ENC         | Aeroportul Nancy-Essey                            |
|         | EGN         | Aeroportul Geneina                                |
|         | EWN         | Aeroportul Regional Coastal Carolina              |
|         | EDK         | Aeroportul El Dorado/Captain Jack Thomas Memorial |
|         | ENB         | Aeroportul Eneabba                                |
|         | ELI         | Aeroportul Elim                                   |
|         | ECP         | Aeroportul Northwest Florida Beaches              |
|         | EIE         | Aeroportul Yeniseysk                              |
|         | EED         | Aeroportul Needles                                |
|         | EAL         | Aeroportul Elenak                                 |
|         | EBA         | Aeroportul Marina di Campo                        |
|         | BSL MLH EAP | Aeroportul Basel-Mulhouse-Freiburg                |
|         | EFW         | Aeroportul Municipal Jefferson                    |
|         | EGM         | Aeroportul Seghe                                  |
|         | ELF         | Aeroportul El Fasher                              |
|         | EJT         | Aeroportul Enejit                                 |
|         | ESM         | Aeroportul Colonel Carlos Concha Torres           |
|         | ELP         | Aeroportul Internațional El Paso                  |
|         | ENK         | Aeroportul Enniskillen/St Angelo                  |
|         | EXM         | Aeroportul Exmouth Gulf                           |
|         | EBH         | Aeroportul El Bayadh                              |
|         | ECN         | Aeroportul Internațional Ercan                    |
|         | ELQ         | Aeroportul Regional Prince Nayef bin Abdulaziz    |
|         | EFL         | Aeroportul Internațional Cephalonia               |
|         | EPS         | Aeroportul Arroyo Barril                          |
|         | EPS         | Aeroportul El Portillo                            |
|         | EBS         | Aeroportul Municipal Webster City                 |
|         | ETH         | Aeroportul Eilat                                  |
|         | EVN         | Aeroportul Internațional Zvartnots                |
|         | ERN         | Aeroportul Eirunepé                               |
|         | EIA         | Aeroportul Papondetta                             |
|         | ETR         | Aeroportul Internațional Santa Rosa               |
|         | ETN         | Aeroportul Municipal Eastland                     |
|         | ECR         | Aeroportul El Charco                              |
|         | ELZ         | Aeroportul Municipal Wellsville                   |
|         | EBW         | Aeroportul Ebolowa                                |
|         | ERS         | Aeroportul Eros                                   |
|         | ENY         | Aeroportul Yan'an Nanniwan                        |
|         | EYL         | Aeroportul Yélimané                               |
|         | EGE         | Aeroportul Regional Eagle County                  |
|         | EJA         | Aeroportul Yariguíes                              |
|         | ESO         | Aeroportul Ohkay Owingeh                          |
|         | EGL         | Aeroportul Neghelle                               |
|         | ENW         | Aeroportul Regional Kenosha                       |
|         | EDB         | Aeroportul El Debba                               |
|         | EGX         | Aeroportul Egegik                                 |
|         | EKX         | Aeroportul Regional Elizabethtown                 |
|         | ERQ         | Aeroportul Elrose                                 |
|         | EUQ         | Aeroportul Evelio Javier                          |
|         | EDO         | Aeroportul Balıkesir Koca Seyit                   |
|         | EMK         | Aeroportul Emmonak                                |
|         | ELM         | Aeroportul Regional Elmira Corning                |
|         | EMX         | Aeroportul El Maitén                              |
|         | EZE         | Aeroportul Internațional Ministro Pistarini       |
|         | EES         | Aeroportul Internațional Berenice                 |
|         | EEN         | Aeroportul Dillant–Hopkins                        |
|         | ETS         | Aeroportul Municipal Enterprise                   |
|         | ERZ         | Aeroportul Erzurum                                |
|         | EAT         | Aeroportul Pangborn Memorial                      |
|         | ENA         | Aeroportul Municipal Kenai                        |
|         | EPH         | Aeroportul Municipal Ephrata                      |
|         | EYP         | Aeroportul El Alcaraván                           |
|         | EOH         | Aeroportul Enrique Olaya Herrera                  |
|         | EUN         | Aeroportul Hassan I                               |
|         | ETZ         | Aeroportul Metz-Nancy-Lorraine                    |
|         | EUX         | Aeroportul F.D. Roosevelt                         |
|         | EDQ         | Aeroportul Erandique                              |
|         | EHM         | Aeroportul Cape Newenham LRRS                     |
|         | ELS         | Aeroportul East London                            |
|         | EGC         | Aeroportul Bergerac Dordogne Périgord             |
|         | EKO         | Aeroportul Regional Elko                          |
|         | EOZ         | Aeroportul Elorza                                 |
|         | EUA         | Aeroportul 'Eua                                   |